# La mia migliore amica
La mia migliore amica (A Mothe's GIft) è un romanzo scritto dalla cantante Britney Spears e da sua madre, Lynne Spears pubblicato nel 2001. Si tratta della loro seconda opera, dopo Britney Spears' Heart-to-Heart del 2000.

## Trama
La storia ruota intorno alla quattordicenne Holly Faye Lovell, proveniente da una piccola comunità rurale chiamata Biscay e situata nel Mississippi. La ragazza viene accettata presso l'esclusiva scuola di musica Haverty School of Performing Arts e la trama del romanzo racconta proprio delle difficoltà della ragazza all'interno della scuola, dato che Holly rispetto ai compagni non ha alle spalle una famiglia facoltosa, ma soltanto una madre Wanda, a cui è profondamente legata.

## Adattamenti
Nel 2004 il romanzo è stato adattato in un film per la televisione intitolato Il sogno di Holly. La storia del film è tuttavia drasticamente cambiata rispetto a quella del romanzo. Nel film la Spears è citata come produttore esecutivo della pellicola. Il titolo originale del film Brave New Girl è lo stesso di un brano incluso nell'album di Britney Spears In the Zone.

## Edizioni
- Britney Spears e Lynne Spears, La mia migliore amica, collana Lampi, Sperling & Kupfer, 2002,  p. 225, ISBN 978-88-200-3355-2.